# Іріє Юкі
Іріє Юкі (яп. 入江ゆき; нар. 17 вересня 1992, префектура Фукуока) — японська борчиня вільного стилю, дворазова чемпіонка та бронзова призерка чемпіонатів Азії, срібна призерка Азійських ігор, срібна призерка Кубку світу.

## Життєпис
Боротьбою почала займатися з 1997 року. У 2012 році стала чемпіонкою світу серед юніорів. Того ж року здобула чемпіонське звання на чемпіонаті світу серед студентів.
Виступає за борцівський клуб Сил самооборони Японії. Тренер — Фукуда Кеїдзі.
Закінчила Кюсюський університет.

## Спортивні результати на міжнародних змаганнях

### Виступи на Чемпіонатах світу
| Змагання                        | Збірна | Вагова категорія          | Місце |
| ------------------------------- | ------ | ------------------------- | ----- |
| Чемпіонат світу з боротьби 2019 | Японія | жіноча боротьба, до 50 кг | 8     |

### Виступи на Чемпіонатах Азії
| Змагання                       | Збірна | Вагова категорія          | Місце  |
| ------------------------------ | ------ | ------------------------- | ------ |
| Чемпіонат Азії з боротьби 2015 | Японія | жіноча боротьба, до 48 кг | Золото |
| Чемпіонат Азії з боротьби 2018 | Японія | жіноча боротьба, до 50 кг | Бронза |
| Чемпіонат Азії з боротьби 2019 | Японія | жіноча боротьба, до 50 кг | Золото |

### Виступи на Азійських іграх
| Змагання           | Збірна | Вагова категорія          | Місце  |
| ------------------ | ------ | ------------------------- | ------ |
| Азійські ігри 2018 | Японія | жіноча боротьба, до 50 кг | Срібло |

### Виступи на Кубках світу
| Змагання                    | Збірна | Вагова категорія          | Місце  |
| --------------------------- | ------ | ------------------------- | ------ |
| Кубок світу з боротьби 2013 | Японія | жіноча боротьба, до 48 кг | Срібло |
| Кубок світу з боротьби 2018 | Японія | команда                   | Золото |

### Виступи на Чемпіонатах світу серед студентів
| Змагання                                        | Збірна | Вагова категорія          | Місце  |
| ----------------------------------------------- | ------ | ------------------------- | ------ |
| Чемпіонат світу з боротьби серед студентів 2012 | Японія | жіноча боротьба, до 48 кг | Золото |

### Виступи на інших змаганнях
| Змагання                                                | Збірна | Вагова категорія          | Місце  |
| ------------------------------------------------------- | ------ | ------------------------- | ------ |
| Klippan Lady Open 2011                                  | Японія | жіноча боротьба, до 48 кг | Золото |
| Золотий Гран-прі з боротьби 2012 (Красноярськ)          | Японія | жіноча боротьба, до 48 кг | Срібло |
| Міжнародний турнір Ньюйоркського атлетичного клубу 2013 | Японія | жіноча боротьба, до 48 кг | Золото |
| Гран-прі «Іван Яригін» 2014                             | Японія | жіноча боротьба, до 48 кг | Золото |
| Золотий Гран-прі з боротьби 2014 (Баку)                 | Японія | жіноча боротьба, до 48 кг | Бронза |
| Гран-прі «Іван Яригін» 2016                             | Японія | жіноча боротьба, до 48 кг | Золото |
| Гран-прі «Іван Яригін» 2018                             | Японія | жіноча боротьба, до 50 кг | Золото |
| Всеяпонський відкритий чемпіонат з боротьби 2018        | Японія | жіноча боротьба, до 50 кг | Срібло |
| Чемпіонат Японії з боротьби 2018                        | Японія | жіноча боротьба, до 50 кг | Золото |
| Чемпіонат Японії з боротьби 2019                        | Японія | жіноча боротьба, до 50 кг | Срібло |

### Виступи на змаганнях молодших вікових груп
| Змагання                                      | Збірна | Вагова категорія          | Місце  |
| --------------------------------------------- | ------ | ------------------------- | ------ |
| Чемпіонат світу з боротьби серед юніорів 2012 | Японія | жіноча боротьба, до 48 кг | Золото |